# Lepus capensis
Lepus capensis là một loài động vật có vú trong họ Leporidae, bộ Thỏ. Loài này được Linnaeus mô tả năm 1758.

## Hình ảnh

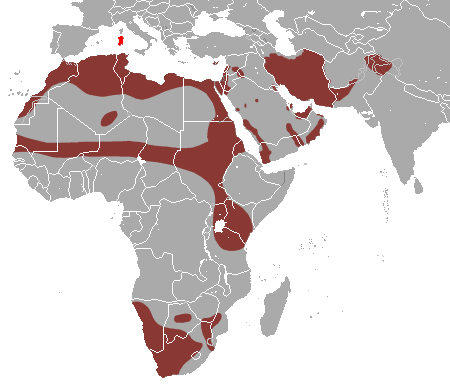
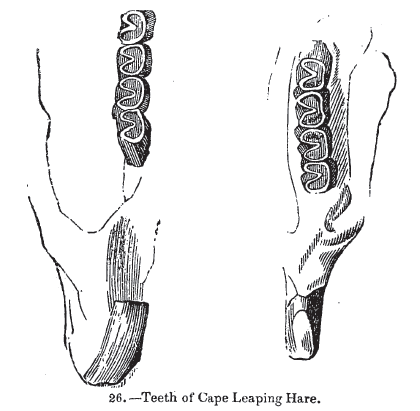
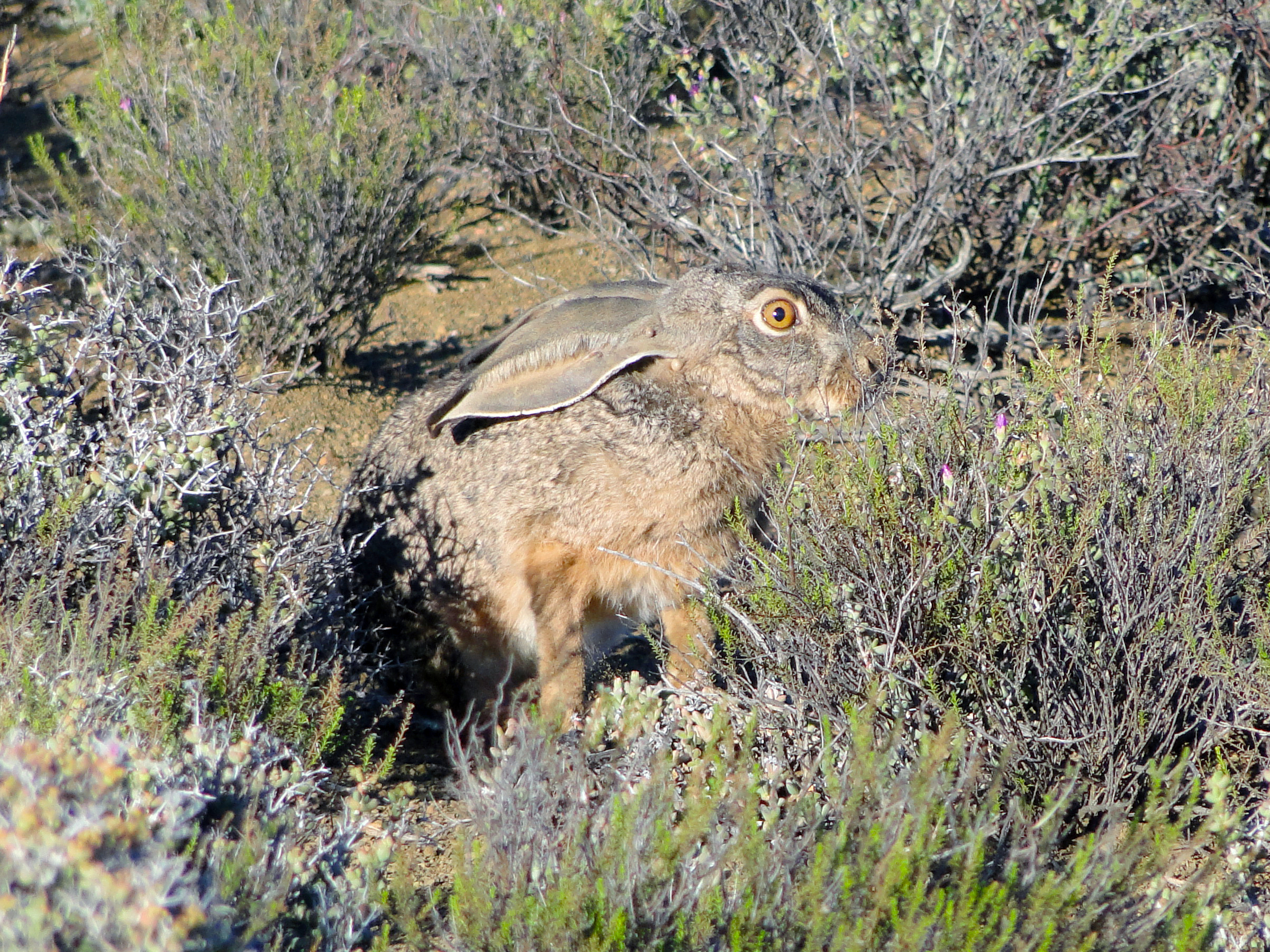
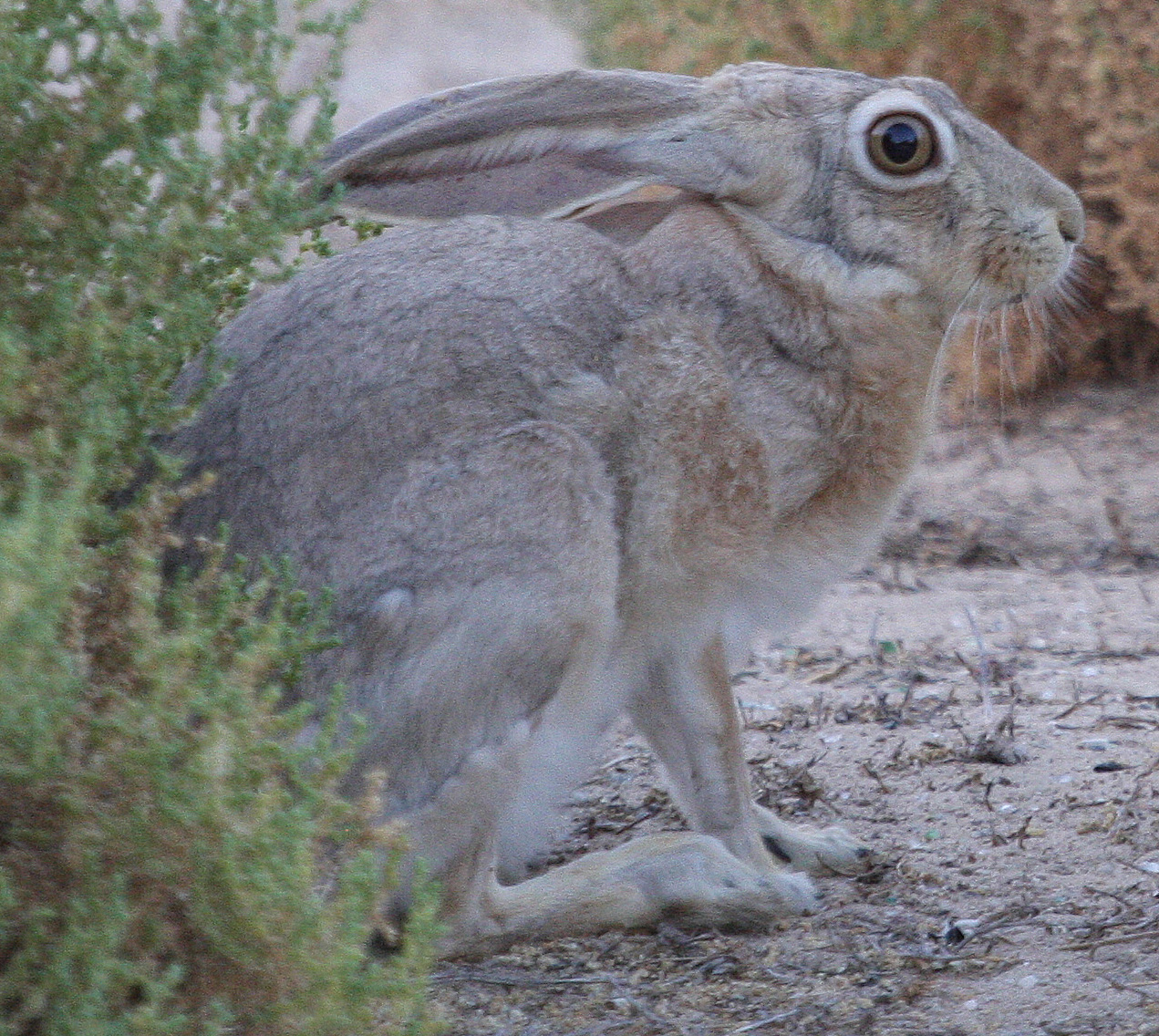